# Jovan Marinković
Jovan Marinković - Ivo (Tribanj, 20. kolovoza 1913. — Zvečevo, 27. listopada 1944.) bio je sudionik Narodnooslobodilačke borbe i narodni heroj Jugoslavije.

## Životopis
Rođen je 1913. godine u podvelebitskom selu Tribnju. Odande se vrlo rano s roditeljima preselio u slavonsko selo Donju Pištanu, na obroncima Papuka. Bio je zaposlen kao zemljoradnik i drvosječa. Sudjelovao je u štrajku šumarskih radnika, zbog čega je bio otpušten s posla. 
U potrazi za zaradom, otišao je s bratom Markom i radio kao rudar i šumarski radnik u Francuskoj i Belgiji. Uoči Drugog svjetskog rata vratio se u zemlju i zaposlio kao lugar.
Nakon Travanjskog rata, pri povratku kući napali su ga pripadnici Mačekove „Seljačke zaštite”, razoružali, svukli, prebili i otjerali u zatvor, iz koga je ubrzo pobjegao. Otada se klonio rodne kuće i živio po šumama Papuka. Sredinom lipnja 1941. godine postao je član Komunističke partije Jugoslavije. Nešto kasnije, ustaške vlasti poručile su mu da se vrati u službu, ali im je on odvratio: „Više volim da živim u slobodi na Papuku, nego da krepam u fašističkom ropstvu“.
Ljeta 1941. godine, on je među prvima pružio oružani otpor žandarima koji su tragali za njim. U listopadu 1941. godine prisustvovao je u seoskoj školi Klokočaka formiranju jednog od prvih partizanskih odreda Slavonije, Papučko-krndijskog partizanskog odreda. U napadu partizana na općinsko središte Slatinski Drenovac 21. studenog 1941. godine, uspješno je rukovodio jednom od dvije borbene grupe, upao u žandarmerijsku postaju i prisilio posadu na predaju. Zatim je potrčao ka zapaljenoj zgradi općine, probio se kroz plamen i dim, provalio vrata i spasio od sigurne smrti stanovništvo koje su zatvorili ustaše. 
Prosinca 1941. godine je postavio zasjedu ustaškoj koloni kod Vrhovca, prvi na nju otvorio vatru, sa šest hitaca ubio šest ustaša i u jurišu svladao sedmog golim rukama. Siječnja 1942. godine, četnici iz Bosne pokušali su organizirati svoje grupice u Slavoniji. Marinković se osobno obračunao s vođom četnika i spriječio njihov pokušaj da stvore bazu u Slavoniji. Jednom je prilikom iz ustaškog logora oslobodio žene i djecu, među njima svoju majku, a u drugom je prepadu rastjerao petoricu ustaša i iz zarobljeništva oslobodio svoju ženu.
Do ljeta 1942. godine, Marinković je obavljao dužnost vodnika, zapovjednika čete i zapovjednika bataljuna, a kolovoza 1942. godine postavljen je za zamjenika zapovjednika, a uskoro i za zapovjednika Drugog slavonskog partizanskog odreda, s kojim je izvodio mnoge akcije, koje su dodatno utjecale na razvoj Narodnooslobodilačkog pokreta u Slavoniji.
Tijekom Četvrte neprijateljske ofenzive, 11. veljače 1943. godine, bio je postavljen je za zamjenika zapovjednika novoformirane Osamnaeste slavonske udarne brigade. Na toj dužnosti, već u napadu na Levanjsku Varoš, noću s 11. na 12. veljače, istakao se prikradajući se neprijateljskom bunkeru pod zaštitom dima od zapaljene slame, popeo se na krov, ubacio nekoliko bombi i uništio neprijateljsku posadu.
Krajem lipnja 1943. godine, njegova je brigada u sastavu Dvanaeste divizije krenula iz Slavonije ka Hrvatskom zagorju radi razgaranja Narodnooslobodilačkog pokreta. Na južnim padinama Bilogore, sudarila se s dijelovima njemačke 187. divizije, u borbama ih zadržala i omogućila glavnini Dvanaeste divizije da prijeđe na Kalnik. Njegova brigada ostala je odsječena na Bilogori. 6. srpnja 1943. godine, napale su je jake njemačke i ustaške snage. U višednevnim borbama poginuo je zapovjednik brigade Uroš Popara. Marinković je preuzeo zapovjedništvo, organizirao proboj preko komunikacija Virovitica-Daruvar, poveo borce na juriš, koji su razbili njemačke snage te na taj način riješio složenu situaciju. Na cesti i oko nje, ostalo je mnogo ranjenih i ubijenih njemačkih vojnika, a 21 je bio zarobljen. Kao zapovjednik brigade i kasnije zapovjednik Istočne grupe odreda Šestog korpusa NOVJ-a, stalno se isticao u borbama.
Poginuo je 27. listopada 1944. godine u Zvečevu, kao potpukovnik NOVJ-a, na dužnosti obavještajnog časnika Šestog korpusa NOVJ-a, od eksplozije paketa koji je neprijateljska obavještajna služba uputila na njegovo ime. Njegov posmrtni pepeo razasut je preko slavonske zemlje.
Ukazom Prezidija Narodne skupštine Federativne Narodne Republike Jugoslavije, 14. prosinca 1949. godine, proglašen je za narodnog heroja.